# Campionati del mondo di atletica leggera 2009 - 400 metri piani maschili
La gara dei 400 metri piani maschili ai campionati del mondo di atletica leggera 2009 si è svolta in tre giorni: le batterie si sono svolte il 18 agosto, le semifinali il 19 e la finale il 21. Hanno partecipato 50 atileti (su 53 iscritti).
La gara è stata vinta dallo statunitense LaShawn Merritt con il tempo di 44"06 (primato mondiale stagionale), mentre argento e bronzo sono andati, rispettivamente, allo statunitense Jeremy Wariner e al trinidadiano Renny Quow.
Gli standard di qualificazione erano di 45"55 (standard A) e di 45"95 (standard B).

## Batterie
Si qualificano alle semifinali i primi tre classificati di ogni batteria, mentre gli atleti non qualificati con i tre migliori tempi vengono ripescati.

### Batteria 1
| Posizione | Nome                    | Nazionalità | Tempo | Note |
| --------- | ----------------------- | ----------- | ----- | ---- |
| 1         | Robert Tobin            | Regno Unito | 45"50 | Q    |
| 2         | David Gillick           | Irlanda     | 45"54 | Q    |
| 3         | Rabah Yousif            | Sudan       | 45"55 | Q,   |
| 4         | Lionel Larry            | Stati Uniti | 45"64 | q    |
| 5         | Young Talkmore Nyongani | Zimbabwe    | 45"92 |      |
| 6         | Cédric Van Branteghem   | Belgio      | 45"94 |      |
| 7         | Hideyuki Hirose         | Giappone    | 46"80 |      |

### Batteria 2
| Posizione | Nome               | Nazionalità        | Tempo        | Note                                     |
| --------- | ------------------ | ------------------ | ------------ | ---------------------------------------- |
| 1         | Renny Quow         | Trinidad e Tobago  | 45"21        | Q                                        |
| 2         | William Collazo    | Cuba               | 45"52        | Q                                        |
| 3         | Kévin Borlée       | Belgio             | 45"61        | Q                                        |
| 4         | Marcin Marciniszyn | Polonia            | 45"77        | Miglior prestazione personale stagionale |
| 5         | Arismendy Peguero  | Rep. Dominicana    | 46"13        |                                          |
| 6         | Mathieu Gnanligo   | Benin              | 47"00        | SB                                       |
| 7         | Nelson Stone       | Papua Nuova Guinea | 47"13        |                                          |
|           | Michael Mathieu    | Bahamas            | squalificato | squalificato                             |

### Batteria 3
| Posizione | Nome                  | Nazionalità | Tempo | Note                          |
| --------- | --------------------- | ----------- | ----- | ----------------------------- |
| 1         | Chris Brown           | Bahamas     | 45"53 | Q                             |
| 2         | Michael Bingham       | Regno Unito | 45"54 | Q                             |
| 3         | Joel Milburn          | Australia   | 45"56 | Q,                            |
| 4         | Eric Milazar          | Mauritius   | 46"39 |                               |
| 5         | Isaac Makwala         | Botswana    | 46"45 |                               |
| 6         | Nagmeldin Ali Abubakr | Sudan       | 46"48 |                               |
| 7         | Andrés Silva          | Uruguay     | 46"86 |                               |
| 8         | Zaw Win Thet          | Birmania    | 51"41 | Miglior prestazione personale |

### Batteria 4
| Posizione | Nome                | Nazionalità     | Tempo        | Note         |
| --------- | ------------------- | --------------- | ------------ | ------------ |
| 1         | LaShawn Merritt     | Stati Uniti     | 45"23        | Q            |
| 2         | John Steffensen     | Australia       | 45"37        | Q            |
| 3         | Matteo Galvan       | Italia          | 45"86        | Q,           |
| 4         | Héctor Carrasquillo | Porto Rico      | 46"11        |              |
| 5         | Alvin Harrison      | Rep. Dominicana | 46"67        |              |
|           | Gary Kikaya         | RD del Congo    | squalificato | squalificato |
|           | Yannick Fonsat      | Francia         | non partito  | non partito  |

### Batteria 5
| Posizione | Nome                  | Nazionalità         | Tempo       | Note        |
| --------- | --------------------- | ------------------- | ----------- | ----------- |
| 1         | Ramon Miller          | Bahamas             | 45"00       | Q,          |
| 2         | Leslie Djhone         | Francia             | 45"20       | Q           |
| 3         | Johan Wissman         | Svezia              | 45"83       | Q           |
| 4         | Maksim Dyldin         | Russia              | 45"91       |             |
| 5         | Gil Roberts           | Stati Uniti         | 46"41       |             |
| 6         | Mark Kiprotich Muttai | Kenya               | 47"04       |             |
| 7         | Naiel d'Almeida       | São Tomé e Príncipe | 49"47       |             |
|           | James Godday          | Nigeria             | non partito | non partito |

### Batteria 6
| Posizione | Nome                 | Nazionalità    | Tempo       | Note        |
| --------- | -------------------- | -------------- | ----------- | ----------- |
| 1         | Jeremy Wariner       | Stati Uniti    | 45"54       | Q           |
| 2         | Ricardo Chambers     | Giamaica       | 45"57       | Q           |
| 3         | Teddy Venel          | Francia        | 46"16       | Q           |
| 4         | Yuzo Kanemaru        | Giappone       | 46"83       |             |
| 5         | Yousef Ahmed Masrahi | Arabia Saudita | 47"03       |             |
| 6         | Pieter Smith         | Sudafrica      | 48"14       |             |
|           | Nery Brenes          | Costa Rica     | non partito | non partito |

### Batteria 7
| Posizione | Nome                   | Nazionalità             | Tempo | Note |
| --------- | ---------------------- | ----------------------- | ----- | ---- |
| 1         | Tabarie Henry          | Isole Vergini Americane | 45"14 | Q    |
| 2         | Sean Wroe              | Australia               | 45"31 | Q    |
| 3         | Martyn Rooney          | Regno Unito             | 45"45 | Q    |
| 4         | Erison Hurtault        | Dominica                | 45"55 | q,   |
| 5         | Mohamed Ashour Khouaja | Libia                   | 45"56 | q,   |
| 6         | Saul Weigopwa          | Nigeria                 | 46"42 |      |
| 7         | Rondell Bartholomew    | Grecia                  | 46"85 |      |
| 8         | Moumouni Kimba         | Niger                   | 50"93 | PB   |

## Semifinali
Passano alla finale i primi due di ogni semifinale, più i due migliori tempi.

### Semifinale 1
| Posizione | Nome                   | Nazionalità | Tempo       | Note                          |
| --------- | ---------------------- | ----------- | ----------- | ----------------------------- |
| 1         | Jeremy Wariner         | Stati Uniti | 44"69       | Q                             |
| 21        | Michael Bingham        | Regno Unito | 44"74       | Q,                            |
| 3         | Leslie Djhone          | Francia     | 44"80       | q,                            |
| 4         | David Gillick          | Irlanda     | 44"88       | q                             |
| 5         | Ramon Miller           | Bahamas     | 44"99       | Miglior prestazione personale |
| 6         | Joel Milburn           | Australia   | 46"06       |                               |
| 7         | Mohamed Ashour Khouaja | Libia       | 46"43       |                               |
|           | Johan Wissman          | Svezia      | non partito | non partito                   |

### Semifinale 2
| Posizione | Nome            | Nazionalità       | Tempo | Note |
| --------- | --------------- | ----------------- | ----- | ---- |
| 1         | LaShawn Merritt | Stati Uniti       | 44"37 | Q,   |
| 2         | Renny Quow      | Trinidad e Tobago | 44"53 | Q,   |
| 3         | William Collazo | Cuba              | 44"93 |      |
| 4         | Sean Wroe       | Australia         | 45"32 |      |
| 5         | Erison Hurtault | Dominica          | 45"59 |      |
| 6         | Rabah Yousif    | Sudan             | 45"63 |      |
| 7         | Martyn Rooney   | Regno Unito       | 45"98 |      |
| 8         | Teddy Venel     | Francia           | 46"30 |      |

### Semifinale 3
| Posizione | Nome             | Nazionalità             | Tempo | Note                                     |
| --------- | ---------------- | ----------------------- | ----- | ---------------------------------------- |
| 1         | Chris Brown      | Bahamas                 | 44"95 | Q                                        |
| 2         | Tabarie Henry    | Isole Vergini Americane | 44"97 | Q                                        |
| 3         | Ricardo Chambers | Giamaica                | 45"13 | Miglior prestazione personale stagionale |
| 4         | Kévin Borlée     | Belgio                  | 45"28 | Miglior prestazione personale stagionale |
| 5         | John Steffensen  | Australia               | 45"50 |                                          |
| 6         | Lionel Larry     | Stati Uniti             | 45"85 |                                          |
| 7         | Robert Tobin     | Regno Unito             | 45"90 |                                          |
| 8         | Matteo Galvan    | Italia                  | 46"87 |                                          |

### Finale
La finale si è svolta il 21 agosto alle ore 22.00. Temperatura 17 °C. Umidità 94%.
| Pos. | Corsia | Nome            | Nazionalità             | Tempo | Reazione | Note                                     |
| ---- | ------ | --------------- | ----------------------- | ----- | -------- | ---------------------------------------- |
|      | 4      | LaShawn Merritt | Stati Uniti             | 44"06 | 0.161    | Miglior prestazione mondiale stagionale  |
|      | 6      | Jeremy Wariner  | Stati Uniti             | 44"60 | 0.162    | Miglior prestazione personale stagionale |
|      | 3      | Renny Quow      | Trinidad e Tobago       | 45"02 | 0.195    |                                          |
| 4    | 7      | Tabarie Henry   | Isole Vergini Americane | 45"42 | 0.162    |                                          |
| 5    | 5      | Chris Brown     | Bahamas                 | 45"47 | 0. 161   |                                          |
| 6    | 2      | David Gillick   | Irlanda                 | 45"53 | 0.148    |                                          |
| 7    | 8      | Michael Bingham | Regno Unito             | 45"56 | 0.172    |                                          |
| 8    | 1      | Leslie Djhone   | Francia                 | 45"90 | 0.151    |                                          |